# Ängelholm
Ängelholm è un'area urbana della Svezia capoluogo dell'omonimo comune, conta 22.532 abitanti e si trova nella contea di Scania.
Noti sono i suoi cuculi d'argilla, uno speciale tipo di ocarina, di cui però rimane un solo produttore: Sofia Nilsson. 
Rinomata turisticamente per le sue spiagge, è anche meta di velisti e praticanti surf e windsurf grazie ai venti che soffiano nella baia di Skälderviken. Ängelholm ospita anche un noto produttore di gelati, Engelholms Glass, che qui produce circa 1,2 milioni di litri di gelato ogni anno.

## Storia
L'attuale cittadina trae origine dal vecchio insediamento di Rynestad di cui si hanno notizie a partire dal 1600 circa. La nuova città, che per secoli rimase un piccolo centro, fu istituita da Cristiano II di Danimarca nel 1516.

In seguito al Trattato di Roskilde Ängelholm, insieme all'intera Scania, fu ceduta dalla Danimarca alla Svezia nel 1658. A partire dal XIX secolo la città incrementò la propria importanza grazie allo sviluppo portato dall'industrializzazione.

La città ha ospitato anche una base militare sino al 1883 ed una dell'aviazione fra il 1941 ed il 2002. Proprio in uno dei capannoni militari dismessi ha trovato sede la Koenigsegg, casa automobilistica di vetture ad alte prestazioni.

## Galleria d'immagini

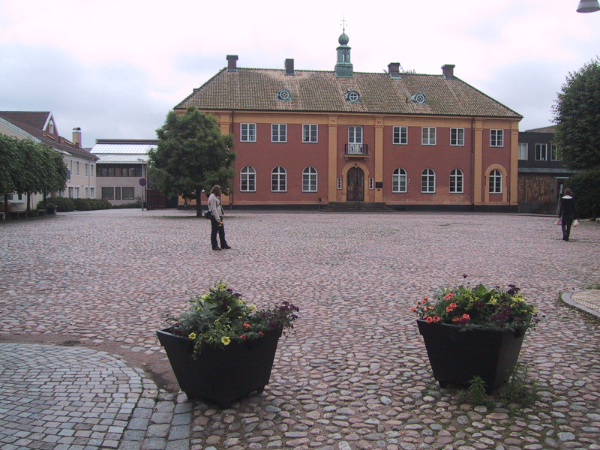
Palazzo di corte a Ängelholm.
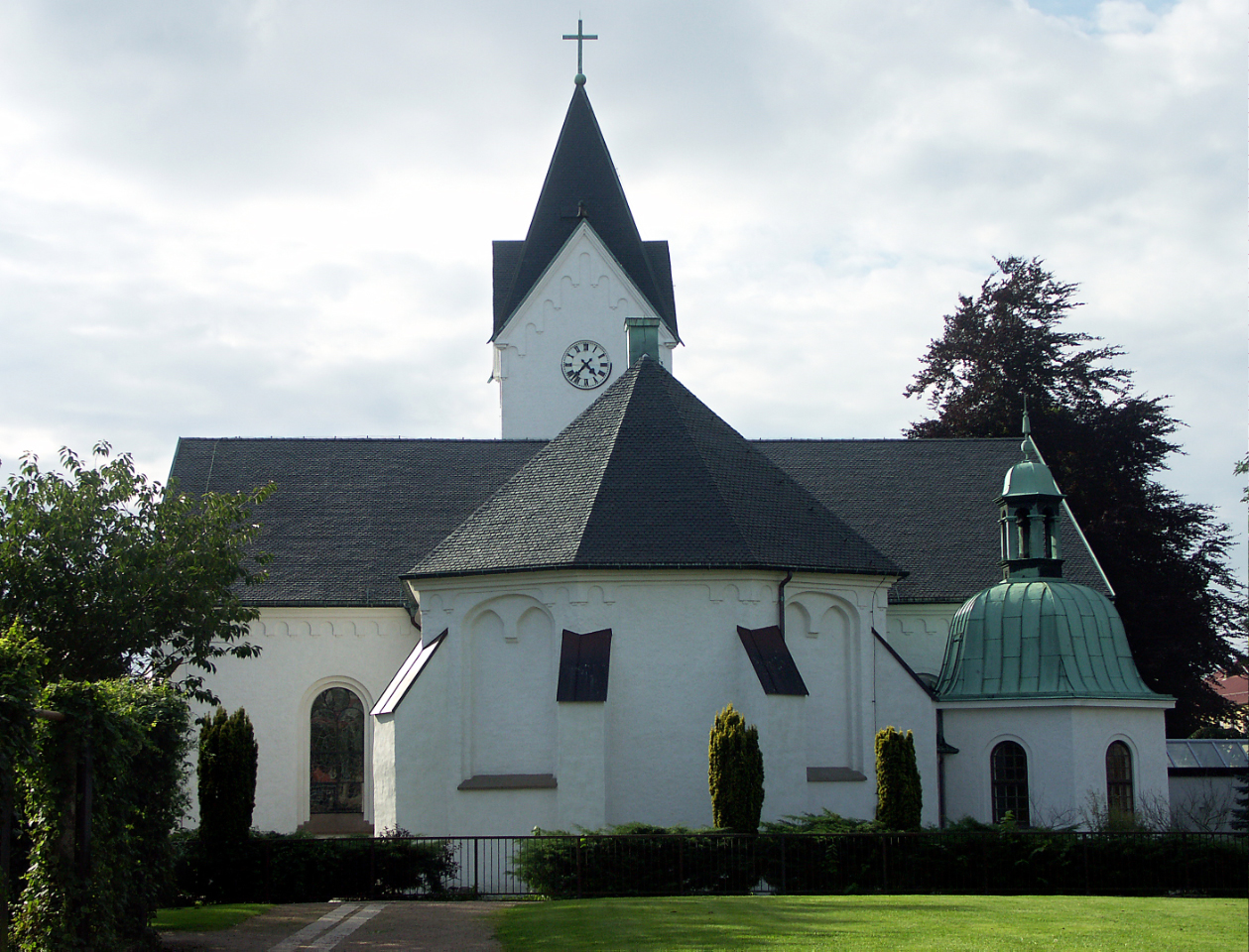
Chiesa cittadina.